# Єлово (Радече)
Єлово (словен. Jelovo) — поселення в общині Радече, Савинський регіон, Словенія. Висота над рівнем моря: 426,8 м.